# Antonella Valentini
Antonella Valentini (Roma, 3 novembre 1958) è un'ex nuotatrice italiana.

## Biografia
All'età di soli 13 anni ha partecipato ai Giochi olimpici di Monaco di Baviera 1972, negli 800 m stile libero, venendo eliminata in batteria, dove è arrivata 6ª su 7 con il tempo di 9'49"07, a più di 38 secondi di distanza dalla 1ª, l'australiana Shane Gould, poi argento. Nell'occasione è stata la più giovane della spedizione italiana alle Olimpiadi nella Germania Ovest.
L'anno successivo ha preso parte alla prima edizione dei campionati mondiali di nuoto di Belgrado 1973.